# Daphnia tenebrosa
Daphnia tenebrosa är en kräftdjursart som beskrevs av Georg Ossian Sars 1898. Daphnia tenebrosa ingår i släktet Daphnia och familjen Daphniidae. Inga underarter finns listade i Catalogue of Life.